# 海德股份
海南海德实业股份有限公司 （深交所：000567）是中国深圳证券交易所的一家上市公司，主营业务范围为房地产开发与经营业。
2011年，该公司主营业务收入为13311294.00元，公司净利润为1329948.41元，公司总资产为223654419.32元。